# Xian de Danzhai
Le xian de Danzhai (丹寨县 ; pinyin : Dānzhài Xiàn) est un district administratif de la province du Guizhou en Chine. Il est placé sous la juridiction de la préfecture autonome miao et dong de Qiandongnan.

## Démographie
La population du district était de 150 604 habitants en 1999.